# Куп'янський заказник
Куп'янський — ботанічний заказник місцевого значення. Об'єкт розташований на території Петропавлівської сільської громади Куп'янського району Харківської області, біля села Нова Тарасівка.
Площа — 57 га, статус отриманий у 1984 році.
Охороняється ділянка справжніх і чагарникових степів на схилах балки у долині річки Кобилка. У заказнику поширені угруповання із Зеленої книги України: півонії тонколистої, мигдалю степового, ковили Лессінга та волосистої. Трапляються 3 види рослин, занесених до Червоної книги України та 14 регіонально рідкісних видів.